# 杨正 (1978年)
杨正（1978年1月—），男，黎族，海南万宁人，中共党员，中华人民共和国政治人物。

## 生平
曾任中国科学技术大学党委委员、团委书记。2014年12月，任共青团安徽省委副书记、党组成员。2020年8月，任共青团安徽省委书记、党组书记。2022年9月，改任中共芜湖市委常委，市政府副市长、党组成员（正厅级）。
2025年7月，改任中国国际贸易促进委员会安徽省委员会党组成员、副主任（正厅级）